# Amedeo Avogadro

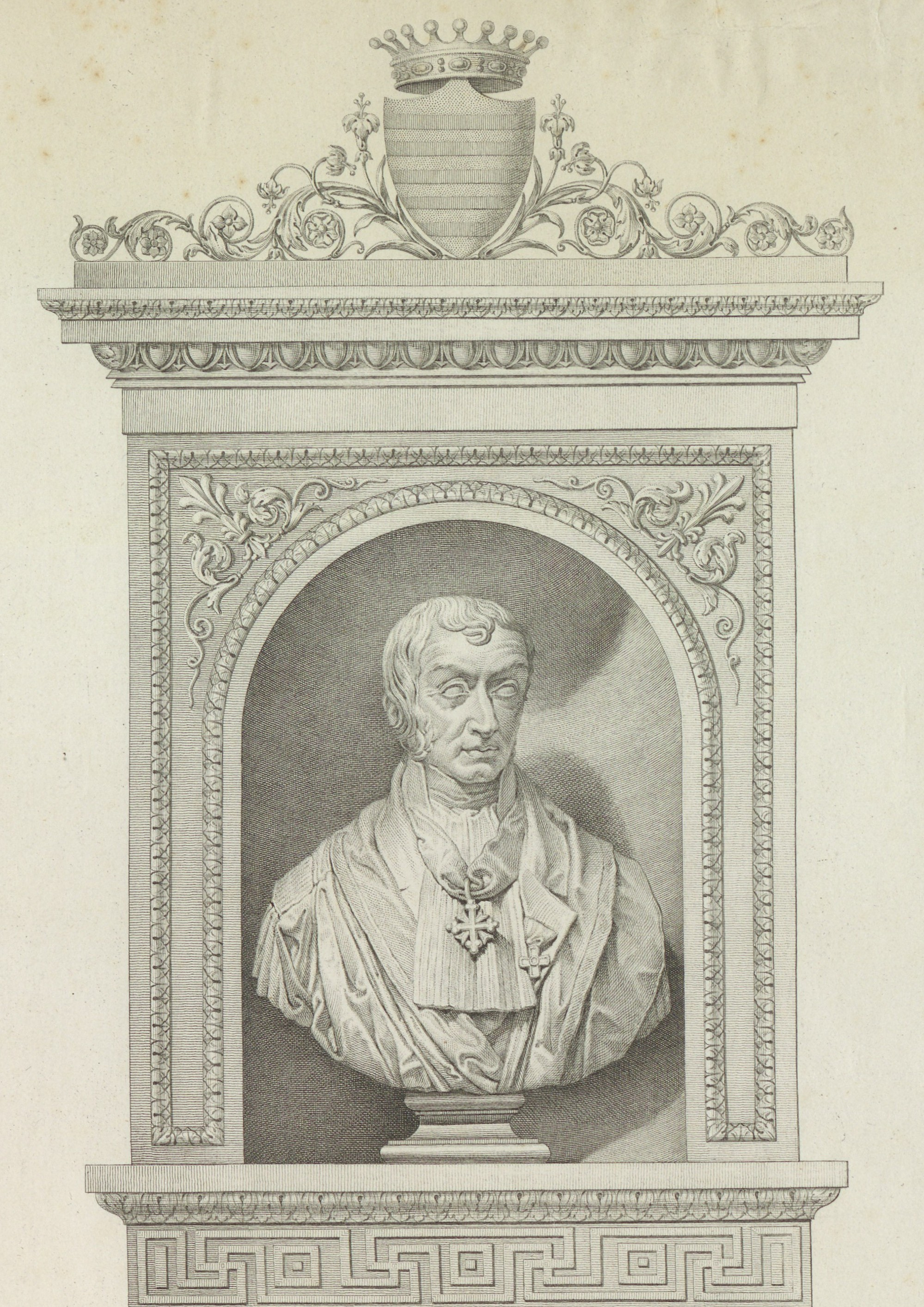
Retrato de Amadeo Avogadro. Dibujo del busto de Amedeo Avogadro realizado por Luigi Cauda y colocado en la logia del Rectorado de la Universidad de Turín. (Archivio storico dell'Accademia delle Scienze di Torino).

Amedeo Avogadro (Lorenzo Romano Amedeo Carlo Avogadro) (Turín, 9 de agosto de 1776-Turín, 9 de julio de 1856) fue un físico y químico italiano, profesor de física de la Universidad de Turín desde 1820 hasta su muerte. Formuló la llamada ley de Avogadro, que dice que «volúmenes iguales de distintos gases bajo las mismas condiciones de presión y temperatura, contienen el mismo número de moléculas». Avanzó en el estudio y desarrollo de la teoría atómica, y en su honor se le dio el nombre al número de Avogadro. El número de Avogadro es una de las siete constantes que definen el Sistema Internacional de Unidades.
Hijo de un magistrado perteneciente a una antigua familia de Piamonte, el joven Amedeo siguió en primer lugar la vía paterna y obtuvo la licenciatura en derecho canónico en 1796. Se inscribió luego como abogado de su ciudad natal, Turín. Pero su pasión por la física y las matemáticas, que cultivaba en solitario, lo empujó a emprender estudios científicos tardíos. En 1809 obtuvo un puesto de profesor de física en el Colegio real de Vercelli.
Cuando en 1820 se estableció la primera cátedra de Física Matemática en la Universidad de Turín, fue nombrado profesor. cátedra en 1834, coincidiendo con el traslado de Augustin-Louis Cauchy a Praga. Avogadro ejerció de profesor en Turín hasta su jubilación en 1850. En 1804 Avogadro fue elegido miembro correspondiente de la Academia de Ciencias de Turín y en 1819 miembro de pleno derecho. Fue también miembro de la Comisión de Instrucción pública y de la de Estadística del Piamonte, e impulsó la adopción del sistema métrico.

## Trabajos

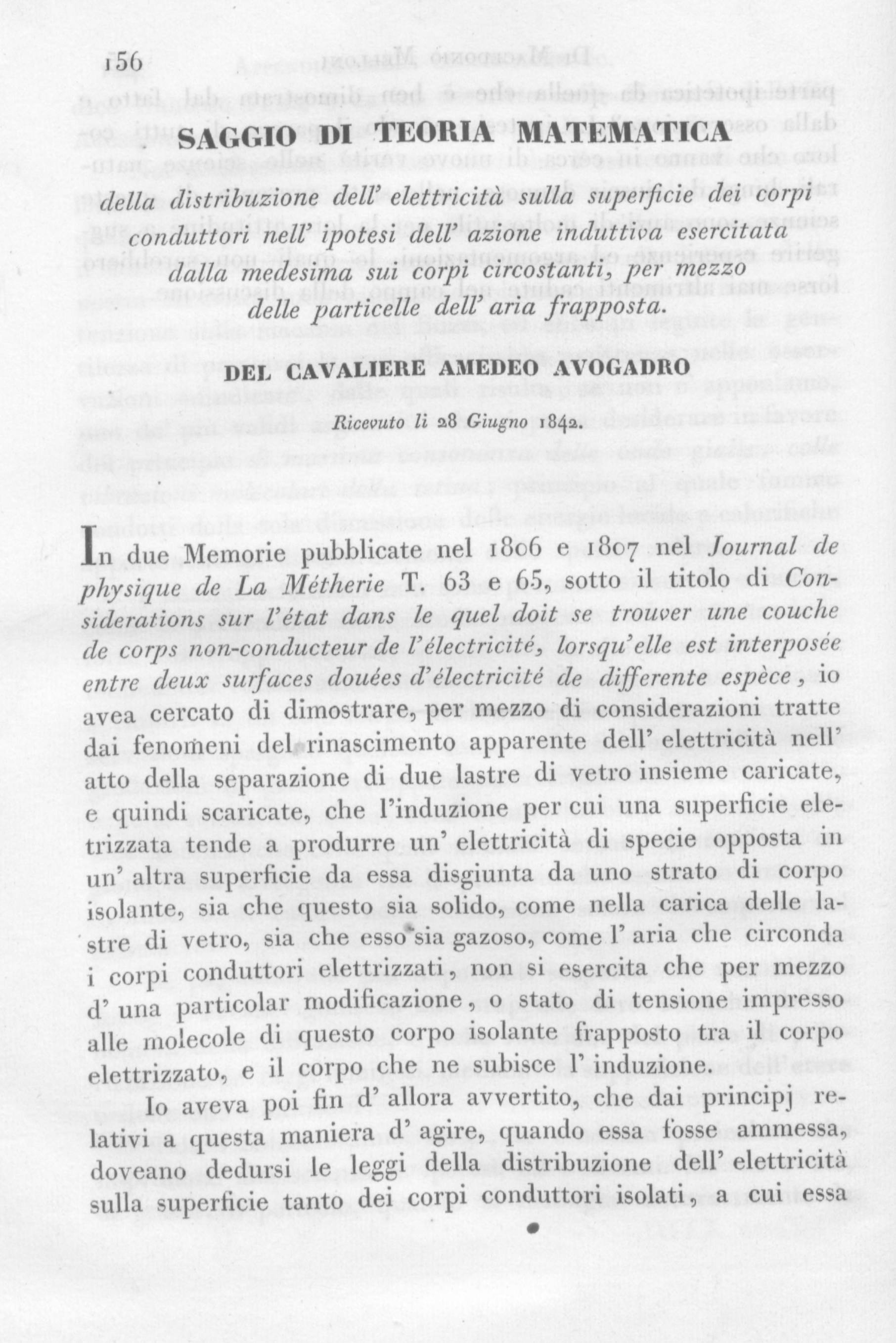
Ensayo sobre la teoría matemática de la distribución de la electricidad en la superficie de los cuerpos conductores, 1844 (Saggio di teoria matematica della distribuzione dell'elettricità sulla superficie dei corpi conduttori.

Memoria sobre los calores específicos de los cuerpos sólidos y líquidos, 1833.

En 1811 enunció la hipótesis que se ha hecho célebre, bajo el nombre de ley de Avogadro. Avogadro se apoyó en la teoría atómica de John Dalton y en la ley de Gay-Lussac sobre los vectores de movimiento en la molécula, y descubrió que:

Volúmenes iguales de gases diferentes, en las mismas condiciones de presión y temperatura, contienen el mismo número de moléculas.
Volumi uguali di gas diversi, alla stessa temperatura e pressione, contengono lo stesso numero di molecole.
 Número de Avogadro

Está la memoria en la que desarrolla esta teoría en el Journal de Physique, de Chimie et d'Histoire naturelle, que la publicó el 14 de julio de 1811 bajo el título de Essai d'une manière de déterminer les masses relatives des molecules élémentaires des corps, et les proportions selon lesquelles elles entrent dans ces combinaisons (Ensayo de una manera de determinar las masas relativas de las moléculas elementales de los cuerpos, y las proporciones según las cuales entran en estas combinaciones). La dificultad más importante que tuvo que superar concernía a la confusión existente en aquella época entre átomos y moléculas. Una de sus contribuciones más importantes fue clarificar la distinción entre ambos conceptos, admitiendo que las moléculas pueden estar constituidas por átomos iguales (distinción que no hacía Dalton, por ejemplo). En realidad, nunca usó la palabra átomo en sus trabajos (en aquella época los términos átomo y molécula se utilizaban de manera indistinta), pero consideraba que existían tres tipos de moléculas, de las cuales una era una molécula elemental (el actual átomo). También efectúa la distinción entre los términos masa y peso. Aunque su descubrimiento ahora se considera un aspecto fundamental de la química, no recibió mucha atención en su época. Algunos historiadores creen que el trabajo de Avogadro fue pasado por alto porque el científico trabajó en una relativa oscuridad. Muy pocos de los artículos de Avogadro fueron traducidos al inglés y al alemán durante su vida. Además, sus ideas probablemente fueron ignoradas porque contradecían las de científicos más famosos.
En 1814 publicó Mémoire sur les masses relatives des molécules des corps simples, ou densités présumées de leur gaz, et sur la constitution de quelques-uns de leur composés, pour servir de suite à l'Essai sur le même sujet (Memoria sobre las masas relativas de las moléculas de los cuerpos simples, o densidades esperadas de su gas, y sobre la constitución de algunos de sus compuestos, para servir seguidamente como ensayo sobre el mismo sujeto), publicada en julio de 1811 que trataba de la densidad de los gases.
En 1820, la Universidad de Turín creó para él una cátedra de física, que ocupará hasta su muerte. En 1821 publica otra memoria titulada Nouvelles considérations sur la théorie des proportions déterminées dans les combinaisons, et sur la détermination des masses des molécules des corps (Nuevas consideraciones sobre la teoría de las proporciones determinadas en las combinaciones, y sobre la determinación de las masas de las moléculas de los cuerpos) y poco después Mémoire sur la manière de ramener les composès organiques aux lois ordinaires des proportions déterminées (Memoria sobre la forma de incluir los compuestos orgánicos en las leyes ordinarias de las proporciones determinadas).
Participó con un prudente entusiasmo en los movimientos de revolución política de 1821 dirigidos contra el rey de Cerdeña, lo que le valió perder su puesto en Turín dos años más tarde. La declaración oficial de la universidad que justificaba esa postura estipulaba que la universidad estaba «muy feliz de permitir a este científico tomar un descanso de sus actividades apremiantes de enseñanza para que pueda dedicarse plenamente a sus investigaciones». No obstante, su aislamiento político disminuyó progresivamente con el interés llevado a las ideas revolucionarias por los reyes de Saboya, interés que culminó en 1848 cuando Carlos Alberto de Cerdeña aprueba una constitución moderna. Antes de esto, en 1833, Avogadro pudo recuperar su puesto en la universidad de Turín debido al interés de sus trabajos científicos.
En 1841 terminó y publicó sus trabajos en cuatro volúmenes bajo el título Fisica dei corpi ponderabili, ossia Trattato della costituzione materiale de' corpi (Física de los cuerpos ponderables, o Tratado sobre la constitución material de los cuerpos).
A diferencia de contemporáneos tan reconocidos como Louis Joseph Gay-Lussac y Humphry Davy, trabajaba en solitario y sólo al final de su vida intercambió correspondencia, a pesar del buen conocimiento del inglés y el alemán que tenía, con científicos extranjeros destacados.

Se saben pocas cosas en cuanto a su vida privada y sus actividades políticas. A pesar de un físico poco halagüeño, fue conocido como un seductor, aunque llevando una vida sobria y piadosa. Se casó con Felicita Mazzé, con la que tuvo seis hijos. Algunos estudios históricos confirmarían que habría financiado y ayudado a revolucionarios de Cerdeña que organizaban una revolución en la isla, finalmente detenida en respuesta a las concesiones de Carlos Alberto. Sin embargo, quedan dudas en cuanto a sus actividades por la falta de pruebas.

## Reacciones de la comunidad científica
La comunidad científica no dio una acogida entusiasta a sus teorías y sus hipótesis no fueron aceptadas inmediatamente. Tres años después que él, André-Marie Ampère obtenía los mismos resultados por otros métodos (Sobre la determinación de las proporciones en las cuales los cuerpos se combinan según el número y la disposición respectiva de las moléculas por la que sus partículas integrantes están compuestas), pero sus teorías fueron acogidas con la misma indiferencia. Hubo que esperar a los trabajos de Gerhardt, Laurent y Williamson sobre las moléculas orgánicas para mostrar que la ley de Avogadro era indispensable para explicar por qué cantidades iguales de moléculas ocupaban el mismo volumen en estado gaseoso.
Sin embargo, en estas experiencias, ciertas sustancias parecían ser una excepción a la regla. La solución la encontró Stanislao Cannizzaro, que sugirió en el curso de un congreso en 1860, cuatro años después de la muerte de Avogadro, que estas excepciones se explicarían por las disociaciones de las moléculas en el curso del calentamiento.
Con su teoría cinética de los gases, Rudolf Clausius pudo dar una nueva confirmación de la ley de Avogadro. Poco después, Jacobus Henricus van 't Hoff aportó la última confirmación a la teoría gracias a sus trabajos sobre las soluciones diluidas.
En 1911, con motivo del primer centenario de la publicación de las memorias de Avogadro sobre la constitución molecular de los gases, la Academia de Ciencias de Turín encargó al químico Icilio Guareschi que reuniera y organizara las principales obras de Avogadro en el libro Obras seleccionadas de Amedeo Avogadro, publicado por la Real Academia de Ciencias de Turín.

## Eponimia
- El nombre de Avogadro ha quedado ligado al del número de Avogadro, que indica el número de moléculas contenidas en un mol.
- Después de la Segunda Guerra Mundial, el Instituto Técnico Industrial de la Ciudad de Turín, uno de los más importantes de Italia, situado en Corso San Maurizio 8, antes llamado Pierino Delpiano, pasó a denominarse Amedeo Avogadro. La Universidad del Piamonte Oriental, con sedes en Novara, Alessandria y Vercelli, la segunda universidad pública del Piemonte, también lleva el nombre del ilustre científico.[9]
- El cráter lunar Avogadro lleva este nombre en su memoria.[10]
- El asteroide (12294) Avogadro también conmemora su nombre.[11]